# 南埃爾金 (伊利諾伊州)
南埃爾金（英語：South Elgin）是位於美國伊利諾伊州凱恩縣的一個村落。

## 地理
南埃爾金的座標為41°59′32″N 88°18′28″W / 41.9922°N 88.3078°W，而該地最高點為海拔高度216米（即709英尺）。

## 人口
根據2010年美國人口普查的數據，南埃爾金的面積為18.60平方千米，當中陸地面積為18.17平方千米，而水域面積為0.43平方千米。當地共有人口21985人，而人口密度為每平方千米1,181人。